# 漢尼拔星
小行星2152（2152 Hannibal）是一颗围绕太阳公转的小行星。1978年11月19日，保羅·維爾特在齐美尔瓦尔德发现了此天体。
該小行星以北非古國迦太基著名軍事家漢尼拔命名。
这颗小行星的绝对星等为10.92等。